# 貝拉博
貝拉博是非洲中西部國家喀麥隆的城鎮，由東部省負責管轄，位於該國東部薩納加河畔，距離首府貝爾圖阿80公里，海拔高度630米，2001年人口約14,400。
4°56′N 13°18′E / 4.933°N 13.300°E